# Dick Cunningham
Dick Cunningham (Canton, 11 luglio 1946) è un ex cestista statunitense, professionista nella NBA.

## Carriera
Venne selezionato dai Phoenix Suns al secondo giro del Draft NBA 1968 (21ª scelta assoluta).

## Palmarès
- Campionato NBA: 1

Milwaukee Bucks: 1971